# روبين ليونارد بيدويل

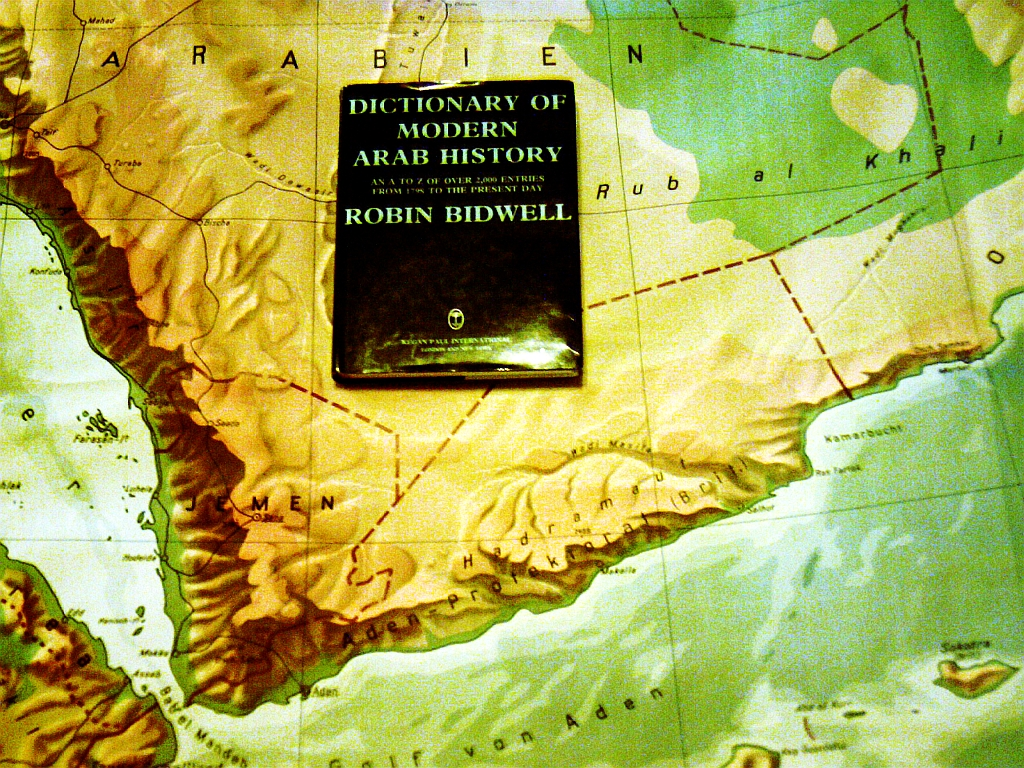
عمل روبين ليونارد بيدويل في محمية عدن الغربية مسؤولاً سياسياً وبدأ يصبح خبيرًا في شؤون اليمن والعالم العربي.إذ أصبح معجمه للتاريخ العربي الحديث عملاً طوال حياته.

روبين ليونارد بيدويل، - ولد في 25 أغسطس 1927  أو 1929 في سانت جايلز، لندن  وتوفى في 1994 في كوني ويستون أو بوري سانت إدموندز  - كان مستشرقًا ومؤلفًا إنجليزيًا، نشر العديد من الكتب عن اليمن والجزيرة العربية وكذلك عن تاريخ الاستعمار الفرنسي والبريطاني.
بعد أن أتمّ بيدويل تعليمه في كلية ستونيهورست، مدرسة داونسايد وكلية بيمبروك، كامبريدج، أُرسِل إلى منطقة قناة السويس رقيباً في سلاح المخابرات، إذ شغل منصب المسؤول السياسي في محمية عدن الغربية في المناطق النائية لليمن الحالي من عام 1955 وحتى عام 1959. ثم عمل محرراً متجولاً لمطبعة جامعة أكسفورد للشرق الأوسط، وزار جميع دول الشرق الأوسط وشمال إفريقيا. وفي عام 1965 عاد إلى جامعة كامبريدج حيث حصل على درجة الدكتوراه عام 1968 في موضوع الإدارة الفرنسية في المغرب. وبين عامي 1968 و1990 عمِل أمينًا لمكتبة لمركز الشرق الأوسط في كلية الدراسات الشرقية في جامعة كامبريدج.
ومن عام 1980، كرس بقية حياته ليتمّ تحفته الفريدة وهو معجم التاريخ العربي الحديث - من الألف إلى الياء لأكثر من 2000 حدث من عام 1798 حتى اليوم

## بعض من مؤلفاته
- مرشد إلى وزراء الحكومة (1971/73)
- شؤون الكويت (1971/73)
- شؤون شبه الجزيرة العربية (1971/73)
- المغرب تحت الحكم الاستعماري - الإدارة الفرنسية للمناطق القبلية 1912-1956 (1973)
- الدراسات العربية (1974)
- المسافرون في شبه الجزيرة العربية (1976)
- مرشد إلى الوزراء الأفارقة (1978)
- اليمنان (1983)
- استخبارات الخليج العربي (1985)
- الشخصيات العربية في أوائل القرن العشرين (1986)
- نشرة المكتب العربي بالقاهرة 1916-1919 (1986)
- الدراسات العربية الجديدة (1993)
- معجم التاريخ العربي الحديث (1998)

## روابط خارجية
- الجمعية اليمنية البريطانية: نعي روبن ليونارد بيدويل (1929-1994)
- المجلة البريطانية لدراسات الشرق الأوسط ، المجلد 21 ، العدد 1 ، 1994: روبن ليونارد بيدويل 1929-94
- worldstatesmen.org: دول محمية عدن الغربية